# Glaciar de Freney
El glaciar del Freney (del italiano: Ghiacciaio del Freney) es un glaciar italiano que se encuentra en el Valle de Aosta en el macizo del Mont Blanc.
De estructura semejante a un circo, está comprendido entre la arista de Peuterey y la arista de la Innominata. Tiene una superficie de 1,421 km² y supera un desnivel de 1.785 metros (el punto más alto está a 4.120 m s. n. m., y el más bajo a 2.335 m s. n. m.).

## Incidentes
- 8 de agosto de 1933: en la mañana cayeron varios seracs de la nariz del glaciar. Una parte de la avalancha se detuvo en una ladera entre la segunda y la primera meseta, mientras que el resto cubrió un tercio del cono de detritos sobre el que pasa la ruta de acceso al refugio Monzino.
- 25 de junio de 1959: una grieta gigante se formó alrededor de 200 metros por encima del extremo del glaciar, sobre la lengua; una enorme masa de hielo descendió 20 metros. Una parte de esta avalancha, sin embargo, se separó y cayó, alcanzando el camino entre los refugios del Freney y la morrena del glaciar de Miage. La avalancha cubrió un área de unos 730 metros de ancho y 1.300 de largo. Algunos bloques alcanzaron los 5 metros de espesor.
- 1 de noviembre de 1970: una avalancha llenó los canales de la parte delantera debajo de la lengua y por debajo del cono de escombros para llegar a la lengua del glaciar de Miage.
- 20 de abril de 1984: se produjo un vaciamiento de una bolsa de agua que causó daños en carreteras y puentes.